# Tanytarsus nimar
Tanytarsus nimar är en tvåvingeart som beskrevs av Peter Scott Cranston 1989. Tanytarsus nimar ingår i släktet Tanytarsus och familjen fjädermyggor.
Artens utbredningsområde är Saudiarabien. Inga underarter finns listade i Catalogue of Life.